# Hejőcsaba
Hejőcsaba är en tidigare egen ort, och är idag en del av Miskolc i Borsod-Abaúj-Zemplén i Ungern.
I stadsdelen finns Imre Hajnal hälsoinstitut, bildat år 2001.

## Bilder

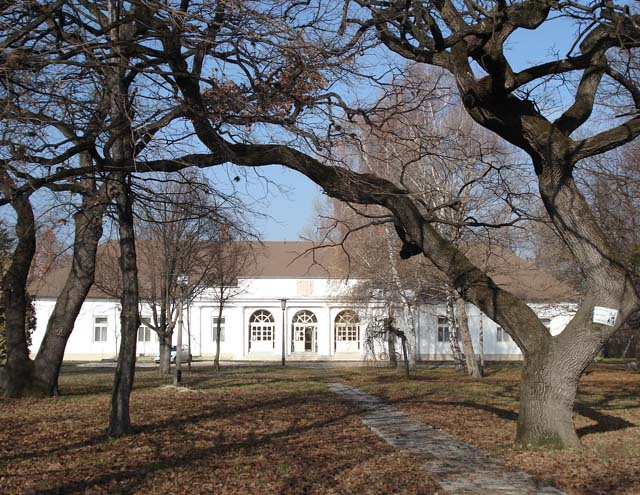
Bárczy-slottet
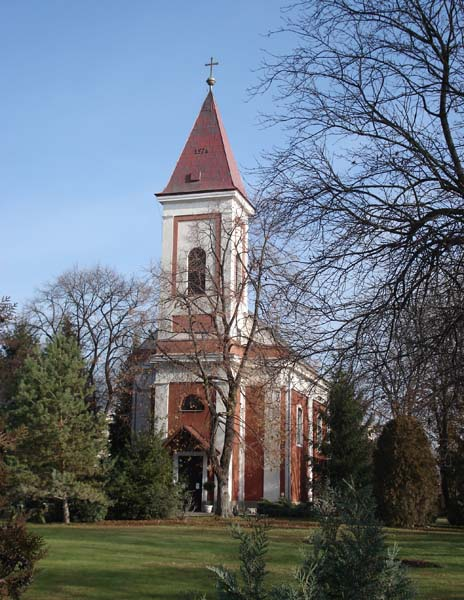
Romersk-katolska kyrkan
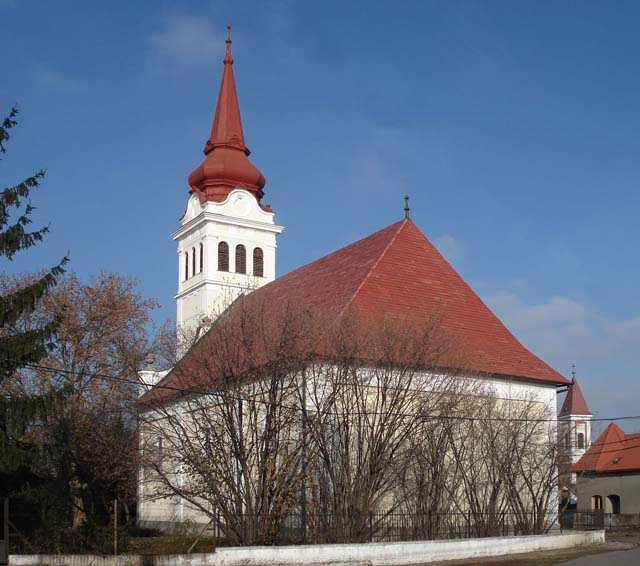
Reformerta kyrkan
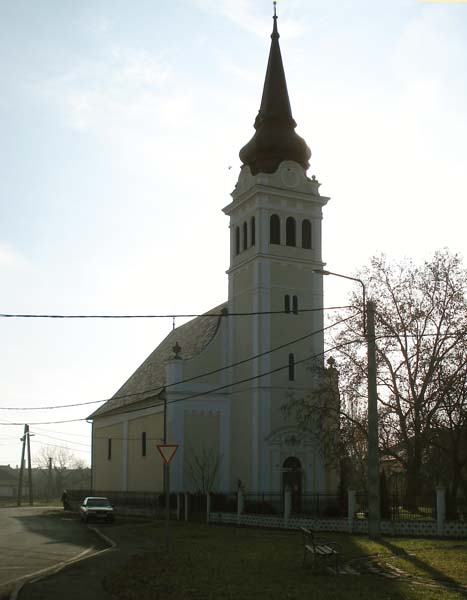
Reformerta kyrkan